# Junichi Miyashita
Junichi Miyashita (Japans: 宮下 純一, Miyashita Jun'ich) (Kagoshima, 17 oktober 1983) is een Japanse zwemmer die zijn vaderland vertegenwoordigde op de Olympische Zomerspelen 2008 in Peking.

## Zwemcarrière
Miyashita maakte zijn internationale debuut op de wereldkampioenschappen zwemmen 2005 in Montreal. Hij eindigde als zevende op de 50 meter rugslag en werd uitgeschakeld in de halve finales op de 100 meter rugslag.
Op de Pan Pacific kampioenschappen zwemmen 2006 in Victoria bereikte de Japanner de vierde plaats op de 100 meter rugslag en strandde hij in de series van de 200 meter rugslag.
Tijdens de Olympische Zomerspelen van 2008 eindigde Miyashita als achtste op de 100 meter rugslag. Hij was startzwemmer van de Japanse ploeg die het brons in de wacht sleepte op de 4x100 meter wisselslag, Kosuke Kitajima, Takuro Fujii en Hisayoshi Sato waren zijn ploeggenoten.

## Internationale toernooien
| Jaar | Olympische Spelen                   | WK langebaan                    | WK kortebaan  | PanPacs                            |
| ---- | ----------------------------------- | ------------------------------- | ------------- | ---------------------------------- |
| 2005 |                                     | 7e 50m rugslag 15e 100m rugslag |               |                                    |
| 2006 |                                     |                                 | geen deelname | 4e 100m rugslag serie 200m rugslag |
| 2007 |                                     | geen deelname                   |               |                                    |
| 2008 | 8e 100m rugslag · 4x100m wisselslag |                                 | geen deelname |                                    |

## Persoonlijke records
Bijgewerkt tot en met 11 augustus 2008

### Kortebaan
| Afstand      | Tijd  | Datum            | Plaats |
| ------------ | ----- | ---------------- | ------ |
| 50m rugslag  | 24,32 | 1 januari 2007   | Tokio  |
| 100m rugslag | 52,06 | 25 februari 2006 | Tokio  |

### Langebaan
| Afstand      | Tijd  | Datum            | Plaats |
| ------------ | ----- | ---------------- | ------ |
| 50m rugslag  | 25,26 | 8 juni 2008      | Tokio  |
| 100m rugslag | 53,69 | 11 augustus 2008 | Peking |